# الأشعري (معان)
الأشعري منطقة سكنية تقع في لواء قصبة معان، محافظة معان في الأردن. تنتمي المنطقة لقضاء أذرح الذي يضم 8 مناطق. يقدر عدد سكانها بـ 176 نسمة حسب إحصاء 2015. وقد أخذت المنطقة أسمها من نسبة صاحب النبي محمد ﷺ أبي موسى الأشعري، على أثر حادثة التحكيم بين علي بن أبي طالب ومعاوية بن أبي سفيان.

## الوصلات الخارجية
- دائرة الاحصاءات العامة